# 호리코시 지로

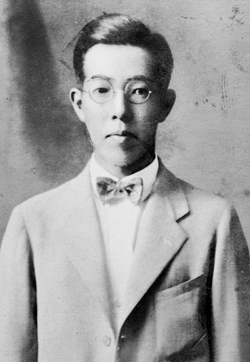

호리코시 지로(堀越二郎, 1903년 6월 22일~1982년 1월 11일)는 일본의 전투기 설계자이다. 제로센을 설계했다. 미야자키 하야오 作 바람이 분다의 실제 주인공이기도 하다.

## 생애

### 성장배경
군마현 후지오카시 농가에서 태어났다. 후지오카 중학교, 제일고등학교, 도쿄제국대학(현 도쿄대학) 공학부 항공학과를 각각 수석으로 졸업하고 1927년 미츠비시 내연기제조(현 미츠비시 중공업)에 입사했다. 기무라 히데마사, 도이 타케오와는 도쿄제국대 동기이다.

### 항공기술자로서
미츠비시 96식함상전투기(九六式艦上戦闘機)를 혁신적으로 설계해냈다. 영식함상전투기(零式艦上戦闘機, 제로센)의 설계주임으로도 유명하다.
전쟁 전에는 7시함상전투기(七試艦上戦闘機), 9시단좌전투기(九試単座戦闘機, 이후의 96식함상전투기), 전시중에는 제로센을 비롯해 J2M 라이덴(雷電, 뇌전), A7M 렛부(烈風, 열풍) 및 적은 수지만 후세에 구전되는 명기의 설계를 직접 했다. 9시단좌전투기에서 역갈매기날개(Inrted Gull Wing)를 채용하는 등 혁신적인 설계가 이후 96식함상전투기의 개발로 이어졌다. 전후에는 기무라 히데마사 등과 함께 YS-11(여객기)의 설계에 참가했다. 미츠비시 중공업이 전후 분할되었에 그에 따라 발족한 중일본중공업(이후 신미츠비시 중공업)에 근무했다. 신미츠비시 중공업에서는 고문으로 근무했다.
신미츠비시 중공업을 퇴사한 후에는 교육·연구기관에서 교편을 잡았다. 1963~1965년에는 도쿄대학 우주항공연구소에서 강사로 일했다. 65년에 '사람이 조종하는 비행기의 비행성 개선에 관한 연구: 승강타 조종계통의 강성저하방식'으로 도쿄대학 공학박사를 취득했다. 1965~1969년에는 방위대학교(National Defense Academy of Japan) 교수, 1972~1973년에는 일본대학 생산공학부 교수를 지냈다.
1982년 1월 11일 사망. 향년 78세였다.

## 저작

### 단독저서
- '제로센 - 그 탄생과 영광의 기록' Kappa Books, 1970년

- '제로센 - 그 탄생과 영광의 기록' 코단샤분코, 1984년, ISBN 978-4-06-183402-6

- '제로센 - 그 탄생과 영광의 기록' 카도가와분코, 2012년, ISBN 978-4-04-100623-8

- '제로센의 유산 - 설계주임이 만드는 명기의 맨얼굴' 신장판, 코분샤, 2003년, ISBN 978-4-7698-2086-4

### 공저
- 오쿠미야 마사타케 공저 '제로센 - 일본해군항공소사' 일본출판협동, 1953년
- Masatake Okumiya and Jiro Horikoshi, Zero! - the story of the Japanese navy air force 1937 - 1945, Cassell, 1957.
- Masatake Okumiya and Jiro Horikoshi, Zero!, Cassell, 1958.
- 오쿠미야 마사타케 공저 '제로센' 신장개정판, 아사히소노라마, 1975년, 이후 PHP문고, 각켄M문고

### 감수 등
- 센다 카코·호리코시 지로 감수교열 '경이의 전투기 제로센' 모리미츠샤, 1967년

## 같이 보기
- 바람이 분다 : 미야자키 하야오 감독의 만화영화
- 제로센